# Benjamin and Hilarita Lyford House

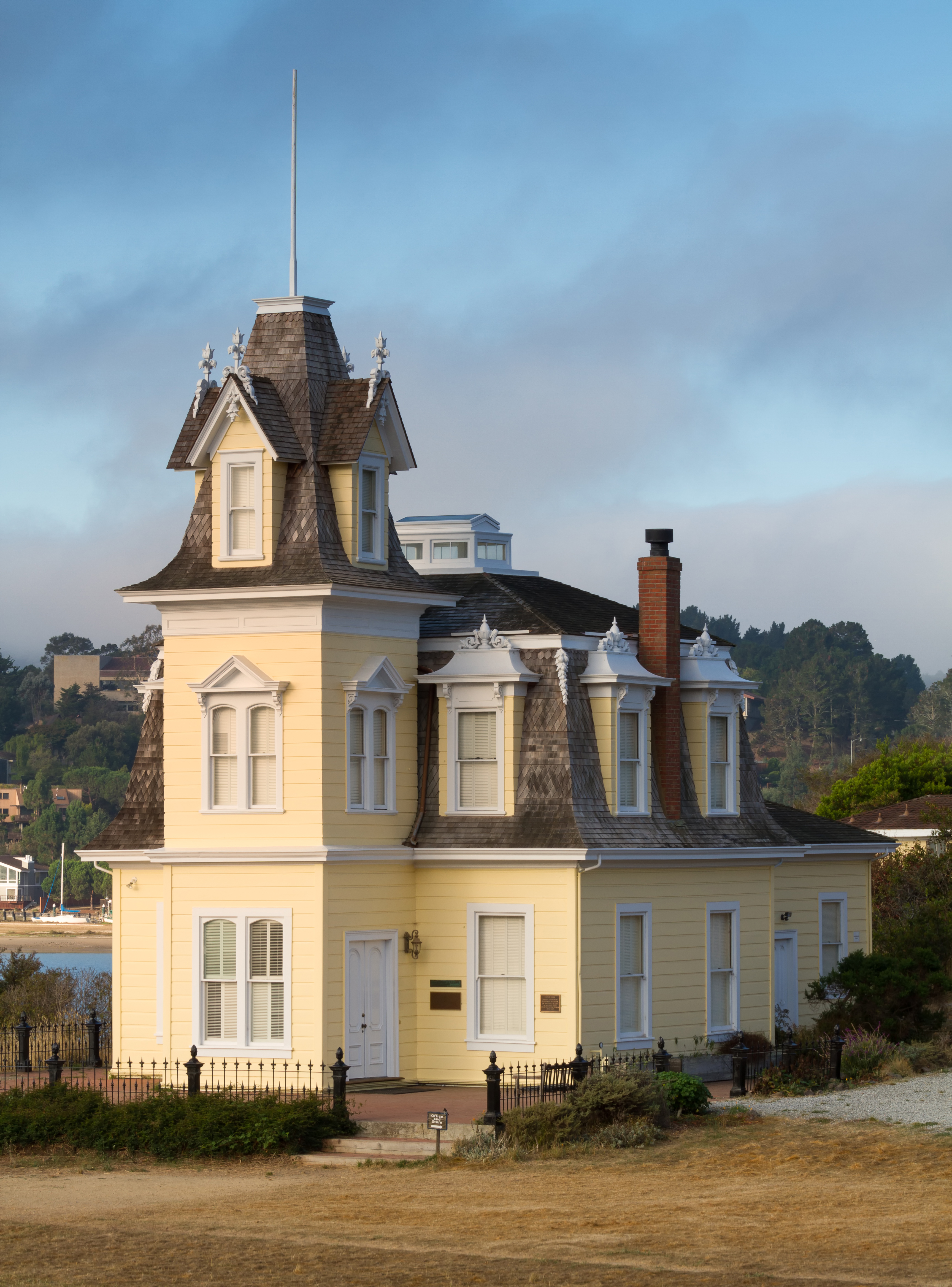
Das Lyford House im August 2013

Das Benjamin and Hilarita Lyford House ist ein 1876 im Stile des Second Empire errichtetes Haus in Marin County, Kalifornien. Es liegt heute am Rande der Richardson Bay, einem als Important Bird Area eingestuften Vogelschutzgebiet und wird von der gemeinnützigen Fachgesellschaft National Audubon Society genutzt.

## Geschichte
Das Lyford House ist benannt nach seinen ersten Besitzern Benjamin Lyford (1841–1906), einem Arzt, und Hilarita Lyford, Tochter von John Reed, dem ersten Landbesitzer auf dem Gebiet des heutigen Marin County. Es stand ursprünglich auf einem Milchviehbetrieb auf der Halbinsel von Strawberry und wurde, vom Abriss bedroht, im Jahre 1957 mit Hilfe eines Lastkahns an seinen heutigen Standort in Tiburon versetzt.
Seit 1961 befindet sich das Lyford House im Besitz der National Audubon Society, einer gemeinnützigen Fachgesellschaft zum Schutz von Vögeln. Am 10. November 2000 wurde das Gebäude als Baudenkmal in das National Register of Historic Places, die offizielle Kulturdenkmalliste der Vereinigten Staaten, aufgenommen. Nachdem das Haus im Dezember 2002 durch einen umstürzenden Baum beschädigt worden war, wurde es umfassend renoviert und im April 2004 wiedereröffnet.